# 1728 Goethe Link
1728 Goethe Link là một tiểu hành tinh vành đai chính ở Vành đai tiểu hành tinh thuộc vành đai tiểu hành tinh. Nó được phát hiện bởi Chương trình tiểu hành tinh Indiana ngày 12 tháng 10 năm 1964 ở Đài thiên văn Goethe Link gần Brooklyn, Indiana, USA.
The asteroid is named in honour thuộc Goethe Link, a major patron of the observatory.